# Valtion lentokonetehdas
Valtion lentokonetehdas (sv: Statliga Flygfabriken) var en finländsk flygplanstillverkare, som grundades den 23 februari 1928 som Flygvapnets Flygplansfabrik (Ilmavoimien Lentokonetehdas; IVL eller I.V.L.). Företaget underställdes det finländska flygvapnet och Försvarsministeriet. Man började använda förkortningen VL för företaget och dess produkter kort därefter. 
Företaget hade verksamhet vid Sveaborg och vid Sandhamn. Man började senare söka efter en tillverkningsplats längre från Sovjetunionen, eftersom läget vid Helsingfors var militärstrategiskt dåligt.
Efter andra världskriget slogs Valtion lentokonetehdas ihop med andra statliga tillverkningsföretag till Valtion Metallitehtaat, sedermera Valmet.

## Flygplanstyper
| Flygplan              | Typ              | Antal | Konstruerad | Använd | Använd |
| Flygplan              | Typ              | Antal | Konstruerad | Från   | Till   |
| --------------------- | ---------------- | ----- | ----------- | ------ | ------ |
| I.V.L. A.22 Hansa     | Spaningsflygplan | 120   |             | 1922   | 1936   |
| I.V.L. C.24           | Jaktflygplan     | 1     |             | 1924   |        |
| I.V.L. C.VI.25        | Jaktflygplan     | 1     |             | 1925   |        |
| I.V.L. D.26 Haukka I  | Jaktflygplan     | 1     |             | 1927   |        |
| IVL K.1 Kurki         | Skolflygplan     | 1     |             | 1927   |        |
| IVL D.26 Haukka II    | Jaktflygplan     | 2     |             | 1928   | 1930   |
| VL Sääski I           | Skolflygplan     | 1     |             |        |        |
| VL Sääski II          | Skolflygplan     | 10    |             | 1928   | 1943   |
| VL Sääski IIA         | Skolflygplan     | 22    |             | 1930   | 1943   |
| VL Viima I            | Skolflygplan     | 1     |             | 1936   | 1943   |
| VL Viima II           | Skolflygplan     | 23    |             | 1928   | 1943   |
| VL Paarma             | Skolflygplan     | 1     |             | 1931   | 1933   |
| VL Kotka I            | Bombflygplan     | 1     |             | 1930   | 1944   |
| VL Kotka II           | Bombflygplan     | 5     |             | 1930   | 1944   |
| VL Tuisku I           | Skolflygplan     | 1     | 1933        | 1935   | 1950   |
| VL Tuisku II          | Skolflygplan     | 30    |             | 1935   | 1949   |
| VL Pyry               | Skolflygplan     | 42    |             | 1939   | 1962   |
| VL Puuska             | Jaktflygplan     | 0     | 1942        | -      | -      |
| VL Myrsky             | Jaktflygplan     | 47    | 1939        | 1944   | 1947   |
| VL Humu               | Jaktflygplan     | 1     | 1944        | 1944   | 1945   |
| VL Vihuri             | Bombflygplan     | 0     | 1944        | -      | -      |
| VL Pyörremyrsky       | Jaktflygplan     | 1     | 1942        | 1945   | 1946   |
| Valmet Tuuli II       | Skolflygplan     | 1     | 1950        | 1951   | 1951   |
| Valmet Vihuri         | Skolflygplan     | 51    | 1950        | 1953   | 1959   |
| Valmet Tuuli III      | Skolflygplan     |       | 1955        | 1957   | 1959   |
| Valmet Vinka          | Skolflygplan     | 30    |             | 1980   |        |
| Valmet L-90 TP Redigo | Skolflygplan     | 10    | 1980        | 1988   |        |